# Kecskemét
Kecskemét er en by i det centrale Ungarn med 109.450(2024) indbyggere. Byen er hovedstad i provinsen Bács-Kiskun og har en historie, der går mere end 5.000 år tilbage.
Kecskemét er venskabsby med den danske by Viborg, og bl.a. også Simferopol på Krim.